# Pierre-Athanase Chauvin

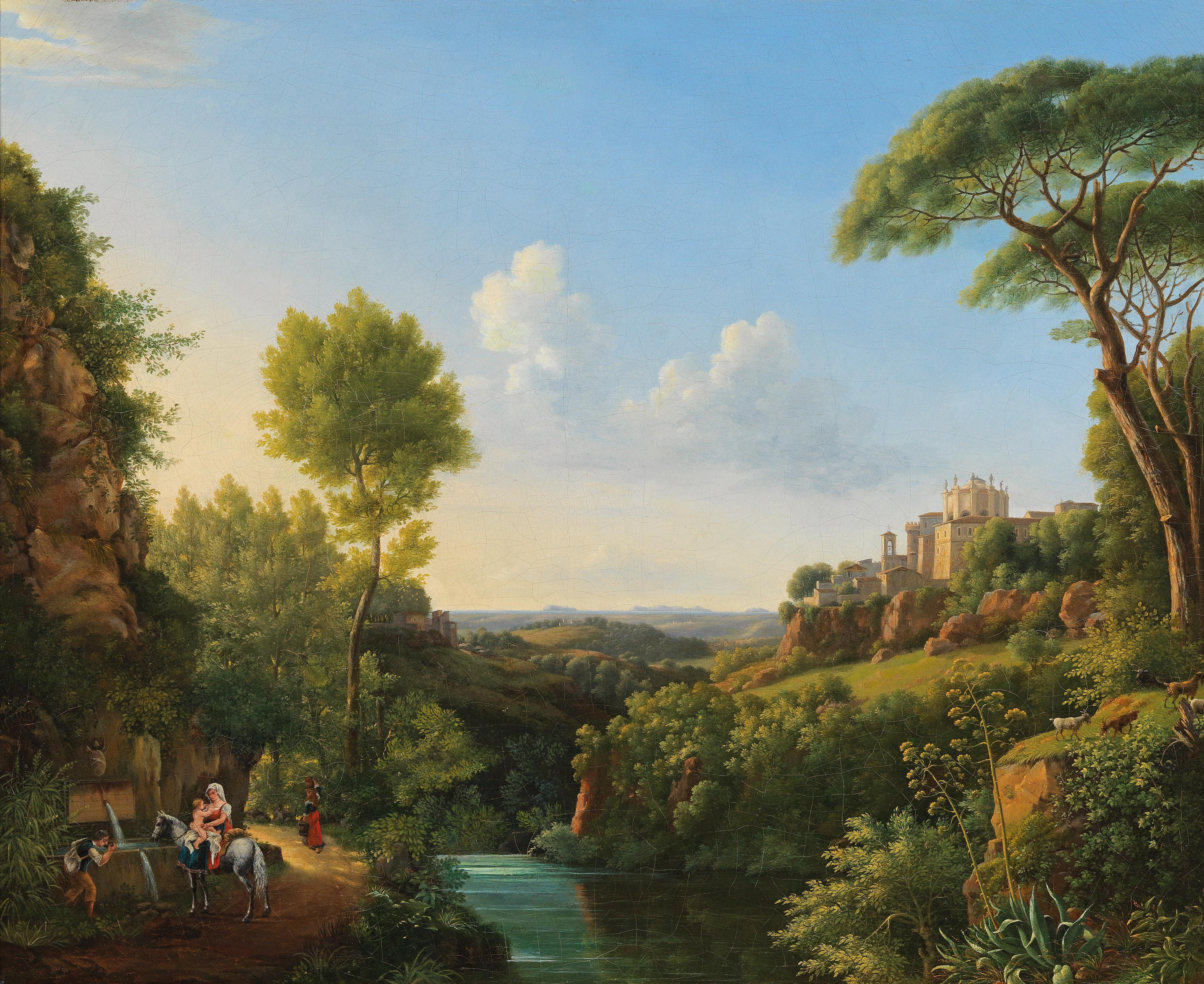
Pierre-Athanase Chauvin, Paesaggio italiano, 1805

Pierre-Athanase Chauvin (Parigi, 9 giugno 1774 – Roma, 7 ottobre 1832) è stato un pittore francese.

## Biografia
Negli anni della formazione, nell'atelier del pittore paesaggista Pierre-Henri de Valenciennes, Pierre-Athanase Chauvin e Valenciennes maturarono insieme una particolare visione del paesaggio: per questo presero le distanze dalla pittura, ufficiale e classica, di argomento storico. Chauvin dipingeva pur sempre i suoi paesaggi in stile classico, tuttavia mostrava grande padronanza della prospettiva, osservava con minuzia i particolari e dava importanza alle fonti luminose. Dipinge paesaggi a Saint Cloud e ad Angers.

### Sceglie di vivere in Italia
Partì nel 1802 per un soggiorno di istruzione in Italia, meta consueta per gli studenti d'arte; si fermò a Tivoli a dipingere le cascate e visitò Napoli. La sua tela Sulle rive dell'Aniene, 1807 (Boulogne-Billancourt, Bibliothèque Marmottan), fu realizzata nell'ottica delle scoperta della campagna romana, ambienti immersi nel verde che sempre di più attiravano l'interesse dei pittori. Insieme a Jean-Joseph-Xavier Bidauld, a Jean-Victor Bertin e a Valenciennes, Chauvin negava che il paesaggio fosse una categoria minore, nel panorama complessivo della pittura neoclassica, e non si privava della facoltà di prendere spunto dalla realtà della natura, come elemento indipendente e a sé stante, rispetto ad una rappresentazione storica o mitologica, in cui il paesaggio costituiva unicamente lo sfondo o il contorno.
Incontrò a Roma Bertel Thorvaldsen e ne divenne amico. Nelle raccolte dello scultore danese confluirono paesaggi di Chauvin, come Giardino di villa Falconieri a Frascati, 1810 e Veduta di Grottaferrata, (Museo Thorvaldsen, Copenhagen).

Pierre-Athanase Chauvin, Veduta di Grottaferrata, 1811 (Museo Thorvaldsen)

### Da innovatore a pittore di successo
Presente costantemente al Salon di Parigi, dal 1793 al 1831, nel 1806 ottenne una pensione, grazie all'interessamento del principe Charles-Maurice de Talleyrand-Périgord, al quale inviava ogni anno due suoi dipinti. Il 17 gennaio 1812 sposò una ragazza parigina: Albertine-Suzanne Hayard. Diventato membro, il 2 dicembre 1813, dell'Accademia nazionale di San Luca di Roma, Chauvin nel 1814 ricevette l'Ordine reale della Fleur de Lys, da Luigi XVIII di Francia. Nel 1828 ottenne il cavalierato della Légion d'honneur.
Le sue tele, contese dai collezionisti, entrarono in grandi raccolte, a Roma e a Parigi, e il suo nome assunse valenza europea. Al musée Bonnat di Bayonne si conservano i ritratti di Chauvin e di sua moglie, eseguiti da Dominique Ingres, nel 1814.

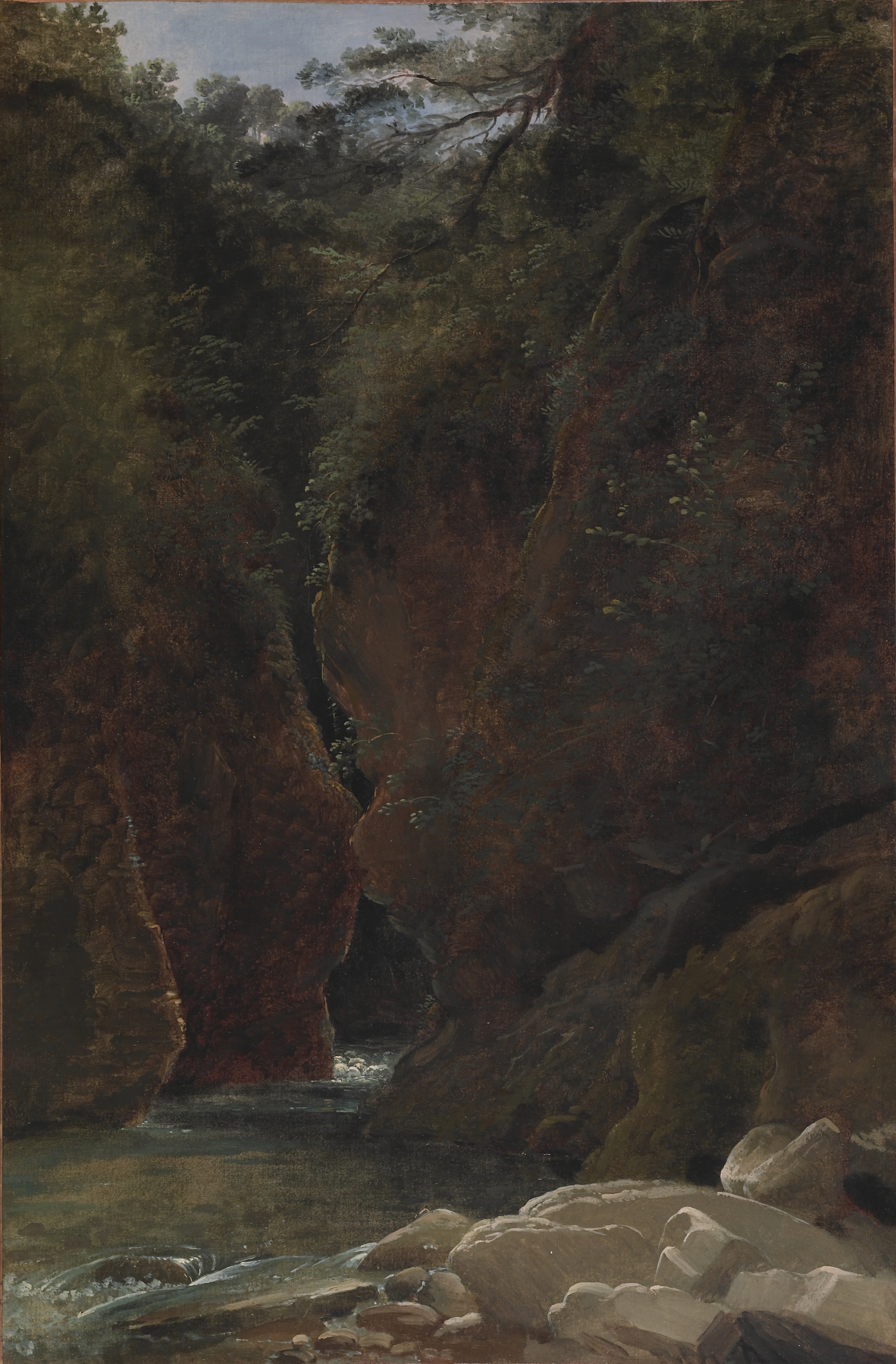
Pierre Athanase Chauvin, Una gola in Italia, 1810 circa, Walters Art Museum Baltimora

Nel 1819 Chauvin dipinse una veduta di Villa Medici di Roma - purtroppo perduta e che era destinata al principe Metternich, ministro degli Affari esteri d'Austria - e Entrata di Carlo VIII ad Acquapendente, un avvenimento datato 1494: questa tela, che si trova oggi al Museo municipale di Amboise e che fu esposta al Salon di Parigi, gli era stata commissionata da Luigi XVIII di Francia, per la Galleria di Diana, al Castello di Fontainebleau, e valse al pittore una medaglia d'oro. In questa opera egli aveva rievocato, con una immagine poetica, un episodio di storia francese.
Al Salon del 1824 presentò La ruffinella, ora al Musée des Arts décoratifs di Parigi.

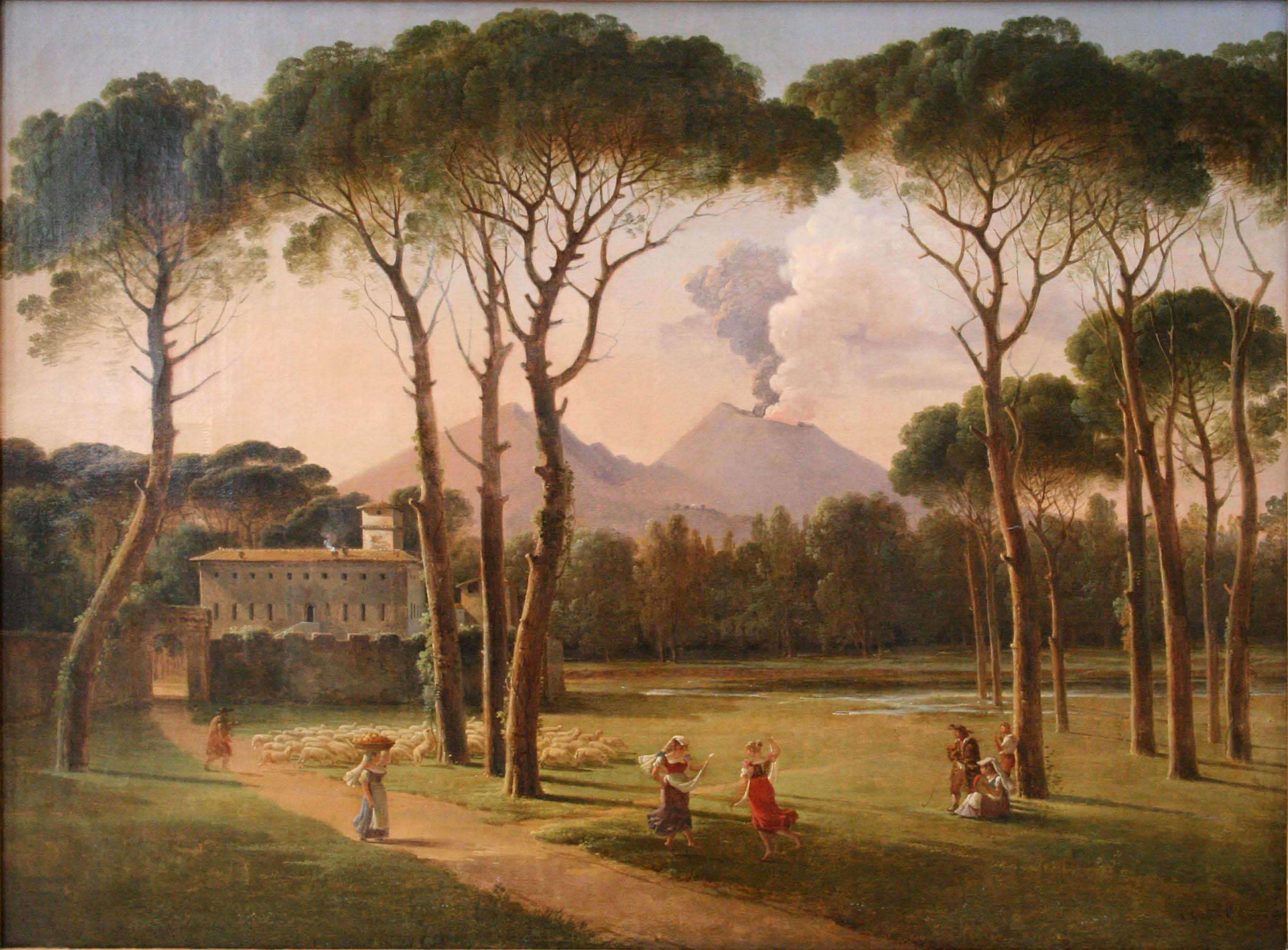
Pierre Athanase Chauvin, Napoli, Museo Fabre, Montpellier

### Lo stile
I contemporanei apprezzarono in Pierre-Athanase Chauvin il disegno regolare e rifinito e il tocco abile della pennellata fluida, presenti in dipinti come Convento nei pressi di Napoli e Veduta di Capri (1816, Dallas Museum of Art). Chauvin mostrava maestria e quasi virtuosità, nei contrasti di colore e negli effetti delle luci. Il paesaggio diventava così frutto di un'esperienza diretta del pittore, che poneva attenzione alle fonti naturali di luce e perfino a manifestazioni atmosferiche, come temporali e tramonti. Questo modo di interpretare la natura influenzerà la pittura romantica, in particolare quella di Jean-Baptiste Camille Corot che sarà a Roma nel 1825 e darà origine ad un gruppo di artisti che ameranno dipingere il paesaggio en plein air.
La forte luce dei cieli italiani si riverberava in Chauvin sulle antiche strutture architettoniche che erano tradizionali, nei paesaggi classici; ma un nuovo afflato, lirico e romantico, invadeva le sue vedute.